# Parahathlia lineella
Parahathlia lineella là một loài bọ cánh cứng trong họ Cerambycidae.